# Галата (Ловечская область)
Галата (болг. Галата) — село в Болгарии. Находится в Ловечской области, входит в общину Тетевен. Население составляет 2 588 человек.